# Абдаширта
Абдаширта — цар Амурру в кінці XV століття до нашої ери, сучасник фараонів Аменхотепа ІІІ та Аменхотепа IV. Відомий з Амарнського архіву. Спираючися на допомогу хеттів з царствами Сирії та Фінікії підлеглими Египтові. Абдаширта керував загонами кочвників — «людей хапіру». Був убитий внаслідок змови, владу успадкував Азіру.